# 2011年全美音樂獎
第39屆全美音樂獎在2011年11月20日於加州洛杉磯諾基亞劇院舉行。 該獎項表揚2010年最受歡迎的歌手與專輯。入圍名單於2011年10月11日發表。本典禮以無主持人形式進行。 本屆全美音樂獎由美國廣播公司轉播。
泰勒絲與愛黛兒各拿下三項獎項成為當晚最大贏家。

## 提名與得獎名單
| 年度歌手                                                          | 年度新人                                                                                    |
| ----------------------------------------------------------------- | ------------------------------------------------------------------------------------------- |
| - 愛黛兒 - 女神卡卡 - 凱蒂·佩芮 - 小韋恩 - 泰勒絲                 | - 熱情型男（Hot Chelle Rae） - 派瑞樂團 - 馬吉爾（Miguel） - 威茲·哈利法                    |
| 最受歡迎流行/搖滾男歌手                                           | 最受歡迎流行/搖滾女歌手                                                                     |
| - 小賈斯汀 - 火星人布魯諾 - 嘻哈鬥牛梗                            | - 愛黛兒 - 女神卡卡 - 凱蒂·佩芮                                                             |
| 最受歡迎流行/搖滾樂團/組合/團體                                   | 最受歡迎流行/搖滾專輯                                                                       |
| - 笑本部 - 魔力紅 - 共和世代                                      | - 《21歲》– 愛黛兒 - 《娜喊》– 蕾哈娜 - 《天生完美》– 女神卡卡                              |
| 最受歡迎鄉村男歌手                                                | 最受歡迎鄉村女歌手                                                                          |
| - Jason Aldean - 布萊德·派斯里（Brad Paisley） - 布雷克·谢尔顿    | - 莎拉·伊凡斯（Sara Evans） - 米蘭達·藍珀特（Miranda Lambert） - 泰勒絲                     |
| 最受歡迎鄉村樂團/組合/團體                                        | 最受歡迎鄉村專輯                                                                            |
| - 扎克·布朗乐队 - 懷舊女郎 - 派瑞樂團                             | - 《My Kinda Party》– Jason Aldean - 《愛的告白》– 泰勒絲 - 《同名專輯》– 派瑞樂團          |
| 最受歡迎饒舌/嘻哈歌手                                             | 最受歡迎饒舌/嘻哈專輯                                                                       |
| - 小韋恩 - 妮琪·米娜 - 肯伊·威斯特                                | - 《卡特先生第四章》– 小韋恩 - 《王者之聲》- 傑斯 & 肯伊·威斯特 - 《粉紅星期五》– 妮琪·米娜 |
| 最受歡迎靈魂/節奏藍調男歌手                                       | 最受歡迎靈魂/節奏藍調女歌手                                                                 |
| - 克里斯小子 - 崔·頌 - 亞瑟小子                                   | - 蕾哈娜 - 碧昂絲 - 凱莉·羅蘭                                                               |
| 最受歡迎靈魂/節奏藍調專輯                                         | 最受歡迎另類藝人                                                                            |
| - 《桀傲不羈》– 克里斯小子 - 《娜喊》– 蕾哈娜 - 《第4擊》– 碧昂絲 | - 幽浮一族 - 黑鍵樂團 - Mumford & Sons                                                      |
| 最受歡迎成人當代藝人                                              | 最受歡迎拉丁藝人                                                                            |
| - 愛黛兒 - 火星人布魯諾 - 凱蒂·佩芮                               | - 嘻哈鬥牛梗 - 安立奎 - 珍妮佛·羅培茲                                                       |
| 最受歡迎福音藝人                                                  | 特別獎                                                                                      |
| - Casting Crowns - 托比麥克（Tobymac） - Third Day                | - 凱蒂·佩芮 - 同張專輯中擁有五首冠軍單曲的女歌手                                            |

## 頒獎來賓
- 皇后拉蒂法頒發最受歡迎流行/搖滾樂團/組合/團體
- 熱情型男頒發最受歡迎鄉村女歌手
- 尚恩·金斯頓介紹小賈斯汀
- 五角介紹克里斯小子
- 珍妮佛·哈德森頒發最受歡迎饒舌/嘻哈歌手
- Jane Levy與雪瑞兒·海恩斯（Cheryl Hines）介紹凱莉·克萊森
- 賽琳娜·戈梅茲與泰歐·克魯斯頒發最受歡迎靈魂/節奏藍調專輯
- Vanessa Marano與Katie Leclerc（英语：Katie Leclerc）介紹安立奎
- 五分錢合唱團頒發最受歡迎鄉村樂團/組合/團體
- 亞當·藍伯特介紹共和世代
- 泰勒絲頒發最受歡迎饒舌/嘻哈專輯
- 班傑明·布萊特介紹嘻哈鬥牛梗
- 海蒂·克隆介紹凱蒂·佩芮
- 喬·強納斯頒發年度新人
- 珍妮佛·莫里森與馬修·莫里森頒發最受歡迎拉丁藝人
- 艾拉妮絲·莫莉塞特介紹瑪麗·布萊姬
- 羅賓·西克（Robin Thicke）與愛莉格頒發最受歡迎靈魂/節奏藍調專輯
- 火星人布魯諾介紹魔力紅與克莉絲汀
- 約翰傳奇介紹德瑞克
- 茱莉·鮑溫（Julie Bowen）與莎拉·海蘭頒發最受歡迎流行/搖滾男歌手
- 蓋文·迪克羅（Gavin Degraw）介紹道奇樂團（Daughtry）
- 凱瑟琳·海格與喬許·凱利（Josh Kelley）頒發最受歡迎鄉村專輯
- 珍妮·麥卡錫（Jenny McCarthy）介紹威爾與珍妮佛·羅培茲、頒發最受歡迎流行/搖滾專輯
- 萊諾·李奇頒發年度歌手與介紹笑本部

## 表演人
前秀
- 熱情型男 -《I Like It Like That》/《Tonight Tonight》

Main show
- 大衛·庫塔 with 妮琪·米娜 —《Sweat》/《Turn Me On》/《Super Bass》
- 小賈斯汀 —《Mistletoe》
- 派瑞樂團 —《If I Die Young》
- 克里斯小子 —《All Back》/《Say It With Me》
- 凱莉·克萊森 —《Mr. Know It All》
- 安立奎 (featuring 路達克里斯) —《I Like How It Feels》/《Tonight (I'm Lovin' You)》
- 珍妮佛·羅培茲 (featuring 嘻哈鬥牛梗) —《Until It Beats No More》/《Papi》/《On the Floor》
- 共和世代 —《Good Life》
- 嘻哈鬥牛梗 (featuring 馬克·安東尼 & 里歐強) —《I Know You Want Me》/《Give Me Everything》/《Rain Over Me》
- 凱蒂·佩芮 —《The One That Got Away》
- 瑪麗·布萊姬 —《Mr. Wrong》
- 魔力紅 (featuring 克莉絲汀) —《Moves Like Jagger》
- 體育課英雄（Gym Class Heroes） (featuring 亞當·列維) —《Stereo Hearts》
- 德瑞克 —《Headlines》
- 道奇樂團 —《Crawling Back To You》
- 威爾 (featuring 珍妮佛·羅培茲) —《T.H.E (The Hardest Ever)》
- 笑本部 (featuring Lauren Bennett（英语：Lauren Bennett） & GoonRock（英语：GoonRock） 與神秘嘉賓小賈斯汀、大衛·赫索霍夫、Keenan Cahill（英语：Keenan Cahill）、威爾) —《Party Rock Anthem》/《Sexy and I Know It》

來源：表演者（页面存档备份，存于） 